# El secreto de los Andes
El secreto de los Andes, también conocida como Secret of the Andes, es una película argentina-estadounidense de aventuras de 1998 dirigida por Alejandro Azzano sobre su propio guion, escrito en colaboración con Bernardo Nante. Está protagonizada por David Keith, Nancy Allen, Camilla Belle, John Rhys-Davies y Gianni Lunadei. Se estrenó el 15 de julio de 1998.

## Sinopsis
Un arqueólogo busca afanosamente en un pueblo de América del Sur la mitad de un disco que, según la leyenda, puede otorgar a su poseedor la vida eterna. 

## Reparto
- David Keith ... Brooks Willings
- Nancy Allen ... Brenda Willings
- Camilla Belle ... Diana Willings
- John Rhys-Davies ... Father Claver
- José Luis Alfonzo ... Lázaro
- Gianni Lunadei
- Fausto Collado
- Rodrigo Barrena ... Sancho Benito
- Betiana Blum ... Mama Lola
- Leandro López ... Lucho Benito
- Roshan Seth ... Don Benito, el Hombre Grande
- Jerry Stiller ... Dr. Golfisch

## Producción
Fue filmada en la localidad de Molinos y exhibida en el Festival Internacional de Cine de Mar del Plata en 1998.
Las actrices principales aún no eran muy conocidas cuando se estrenó el filme, pero con el paso de los años se han vuelto famosas: la actriz Camilla Belle había trabajado en The Lost World: Jurassic Park. En tanto, la actriz Nancy Allen era conocida por ser la exesposa de Brian De Palma y su papel coprotagónico en Robocop.

## Comentarios
María Núñez escribió en la revista Luna:

«El gran reparto internacional y las posibilidades del relato se hunden ante una increíble mezcla de elementos que no llegan a ligar entre sí.»

Adolfo C. Martínez en La Nación opinó: 

«El guion es tan escaso de imaginación que no resiste el más mínimo análisis. Si sus responsables pensaron que esta historia contenía fascinación, magia y suspenso equivocaron sus propósitos. Si la concibieron  para los niños erraron la puntería…si fue ideada para mayores, nadie en edad adulta puede plegarse a lo absurdo que se cuenta en la pantalla.»

Juan Villegas en la revista El Amante (del Cine) dijo: 

«Había una historia emocionante que merecía ser contada, pero se olvidaron de filmarla.»

## Premios y nominaciones
- Festival Internacional de Cine de Mar del Plata, 1998
  - Nominada al Premio a la Mejor Película en la competencia internacional.
- Festival mundial de Houston, 2000
  - Ganadora del Premio de Plata en la competencia de cine independiente de fantasía/horror.